# Cosas que nos hacen sentir bien
Cosas que nos hacen sentir bien el tercer álbum de estudio del grupo español El sueño de Morfeo. Este trabajo, que se publica el 26 de mayo de 2009 en España, entra en el puesto número 3 de los cien discos más vendidos en España. El disco ha permanecido, al menos, 25 semanas no consecutivas dentro de la lista que elabora Promusicae, aunque sin llegar a alcanzar las 40.000 copias que acredita el disco de oro. Producido por Rafa Sardina, su grabación se llevó a cabo en la ciudad de Los Ángeles, al igual que el vídeo del primer sencillo «Si no estás». Con Cosas que nos hacen sentir bien, El sueño de Morfeo deja un poco de lado su tradicional sonido folk y celta, tan presente en Nos vemos en el camino para acercarse más al rock. El título del álbum proviene de una canción homónima que finalmente no se incluyó en el disco.

## Listado de canciones
| N.º | Título                       | Duración |  |
| 1.  | «Ven»                        | 3:09     |  |
| 2.  | «No sé donde voy»            | 3:40     |  |
| 3.  | «Si no estás»                | 3:02     |  |
| 4.  | «Volver a empezar»           | 3:55     |  |
| 5.  | «Quién te crees»             | 3:43     |  |
| 6.  | «La voz de mi conciencia»    | 3:36     |  |
| 7.  | «Gente»                      | 3:33     |  |
| 8.  | «Más allá del bien y el mal» | 4:07     |  |
| 9.  | «Miel en los labios»         | 3:22     |  |
| 10. | «Me he cansado de esperar»   | 3:22     |  |
| 11. | «No voy a cambiar»           | 2:58     |  |
| 12. | «No hay vuelta atrás»        | 4:18     |  |
| 13. | «Enséñame a olvidar»         | 3:45     |  |

## Posiciones y certificaciones

### Semanales
| País   | Ranking         | Primera semana | Posición de ingreso | Mejor posición | Semanas en la mejor posición | Semanas en el ranking | Última semana |
| ------ | --------------- | -------------- | ------------------- | -------------- | ---------------------------- | --------------------- | ------------- |
| Europa |                 |                |                     |                |                              |                       |               |
| España | Top 100 álbumes | -              | -                   | 3              | -                            | -                     | -             |

### Copias y certificaciones
| País   | Proveedor  | Año  | Certificación | Copias certificadas (según IFPI) | Lista Anual      |
| Europa |            |      |               |                                  |                  |
| España | Promusicae | 2009 |               | + 30.000                         | Por debajo de 50 |